# Zur Göttlichen Vorsehung (Sterławki Wielkie)
Bei der Kirche Zur Göttlichen Vorsehung (polnisch Kościół pw. Opatrzności Bożej) handelt es sich um ein in der ersten Hälfte des 19. Jahrhunderts errichtetes Bauwerk. Bis 1945 war sie evangelisches Gotteshaus für das damals ostpreußische Groß Stürlack und ist heute römisch-katholische Pfarrkirche im polnischen Sterławki Wielkie.

## Geographische Lage
Sterławki Wielkie liegt im nördlichen Osten der Woiwodschaft Ermland-Masuren im Bereich der Gmina Ryn (Rhein). Der Ort ist Bahnstation an der Bahnstrecke Głomno–Białystok. Innerorts mündet die Woiwodschaftsstraße 642 in die Woiwodschaftsstraße DW 592, die einstige deutsche Reichsstraße 135. Unweit hiervon in südöstlicher Richtung steht der Kirchenbau auf einer leichten Anhöhe.

## Kirchengebäude
In Groß Stürlack gab es bereits in vorreformatorischer Zeit eine Kapelle, die – Johannes dem Täufer gewidmet – im Jahre 1490 auf Initiative von Johann von Tiefen, Hochmeister des Deutschen Ordens, von Bischof Lukas Watzenrode eingeweiht wurde.
Die Kapelle wurde nach Einführung der Reformation in Ostpreußen im Jahre 1590 von einer Kirche abgelöst, die man 1598 zu einer Pfarrkirche erhob. Nach Zerstörung durch die Tataren im Jahre 1657 wurde das Gotteshaus wieder aufgebaut. Im 19. Jahrhundert allerdings musste das Gebäude wegen Baufälligkeit abgerissen werden.
Im Jahre 1832 konnte es durch eine Hallenkirche in Fachwerkbauweise ersetzt werden. Bei der Baugestaltung lagen Entwürfe Karl Friedrich Schinkels zugrunde. Der Turm mit 38 Meter Höhe wurde 1884 vorgesetzt, und im gleichen Jahr die Apsis angebaut.

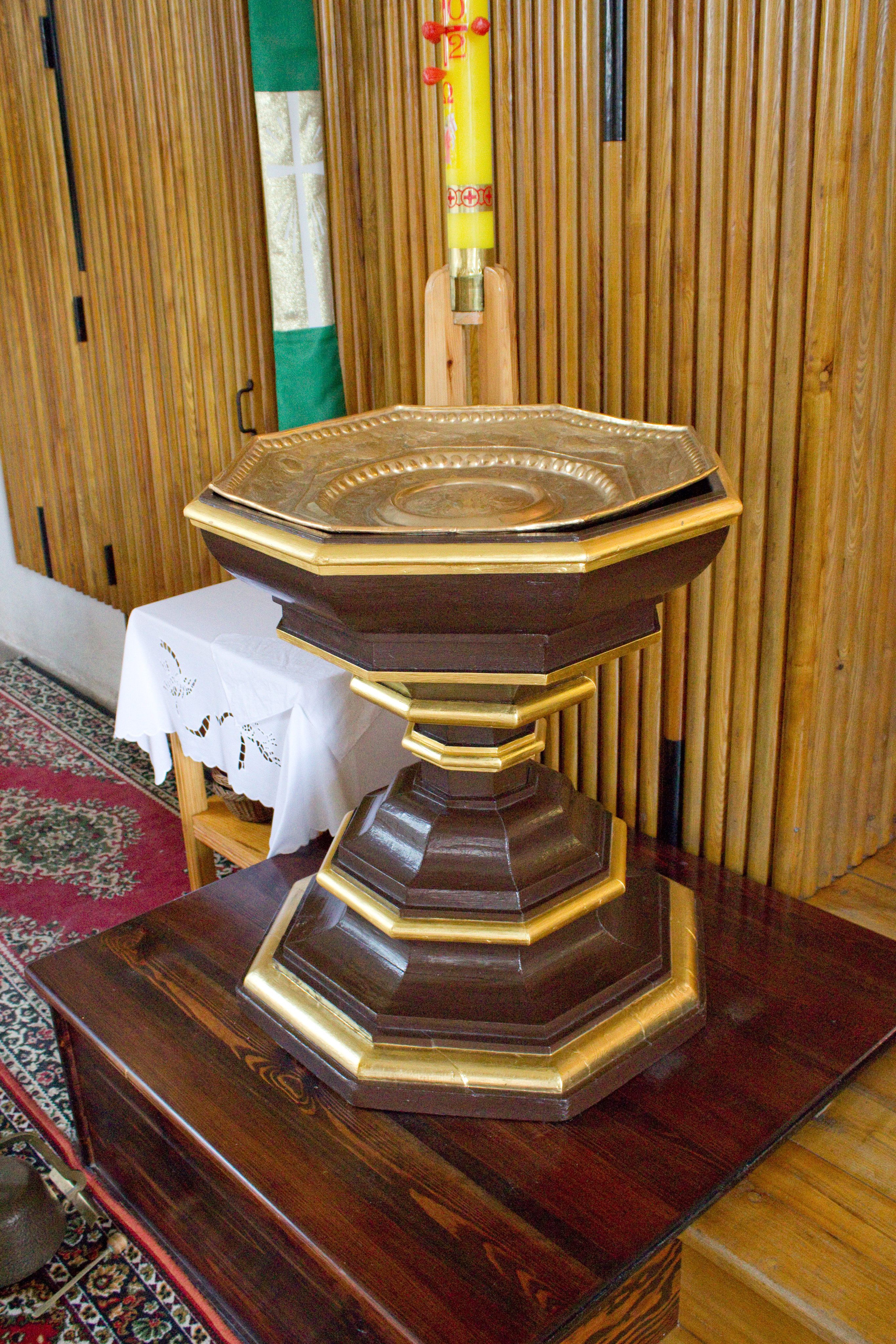
Taufschale

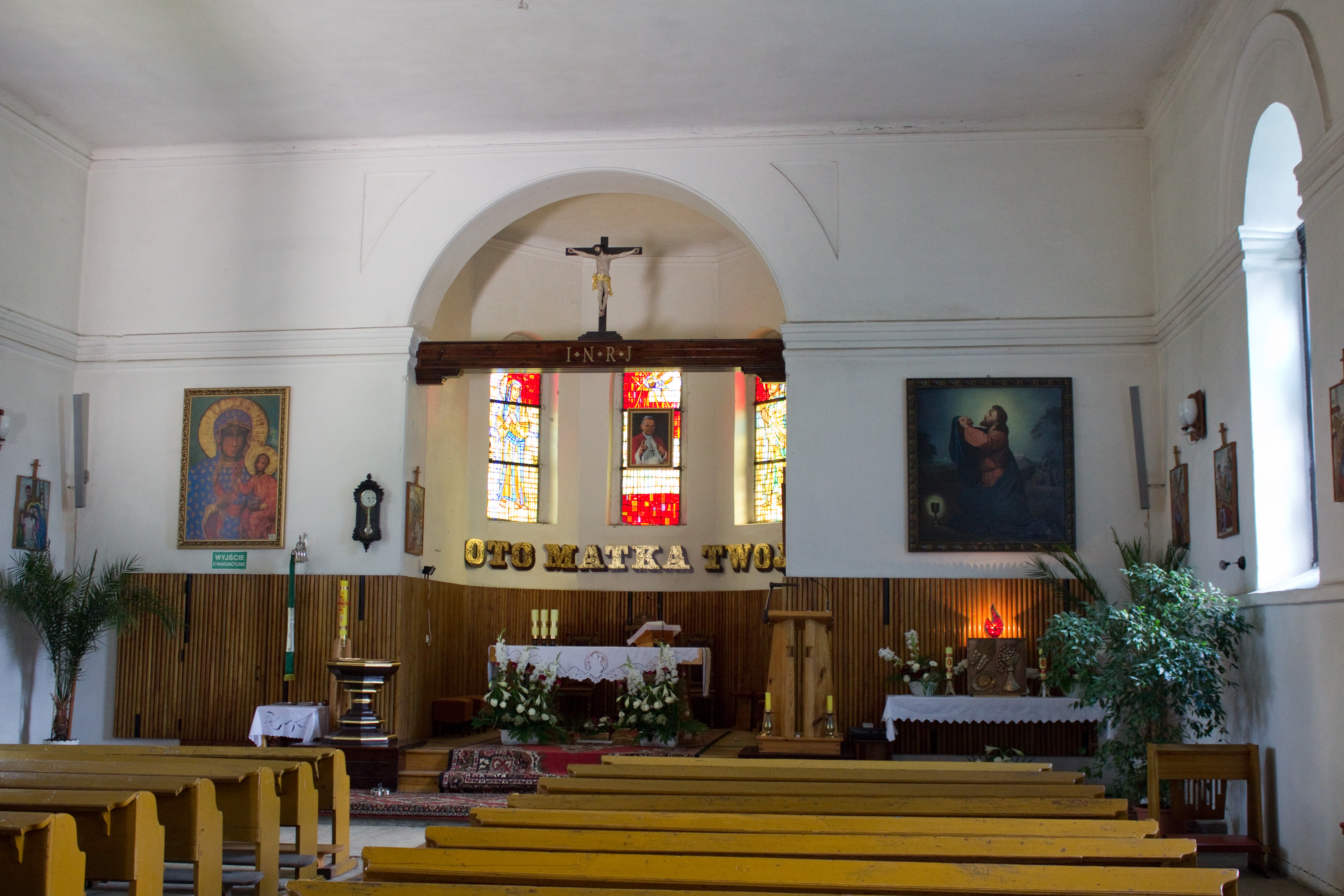
Inneres der Kirche

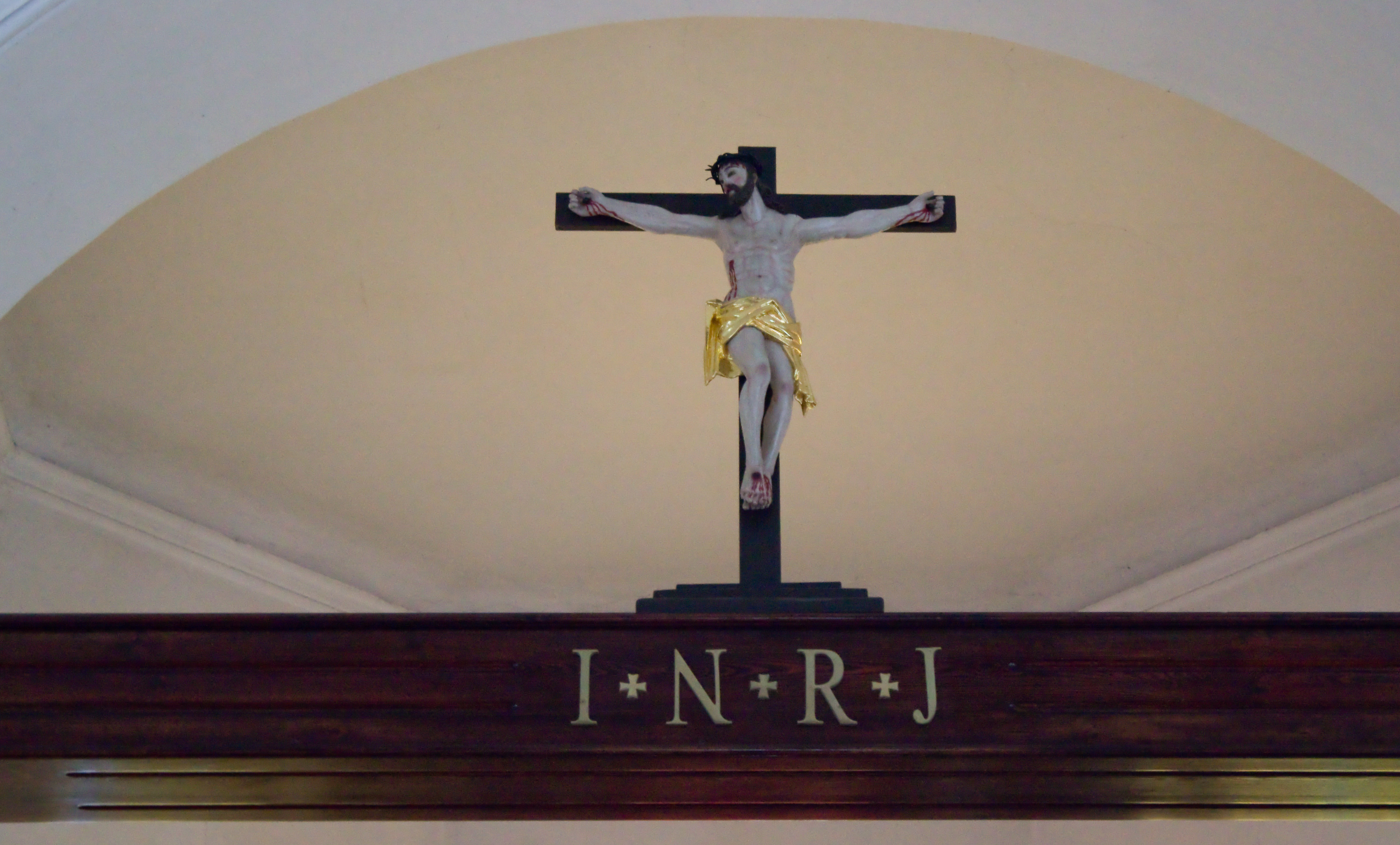
Kruzifix (18. Jahrhundert)

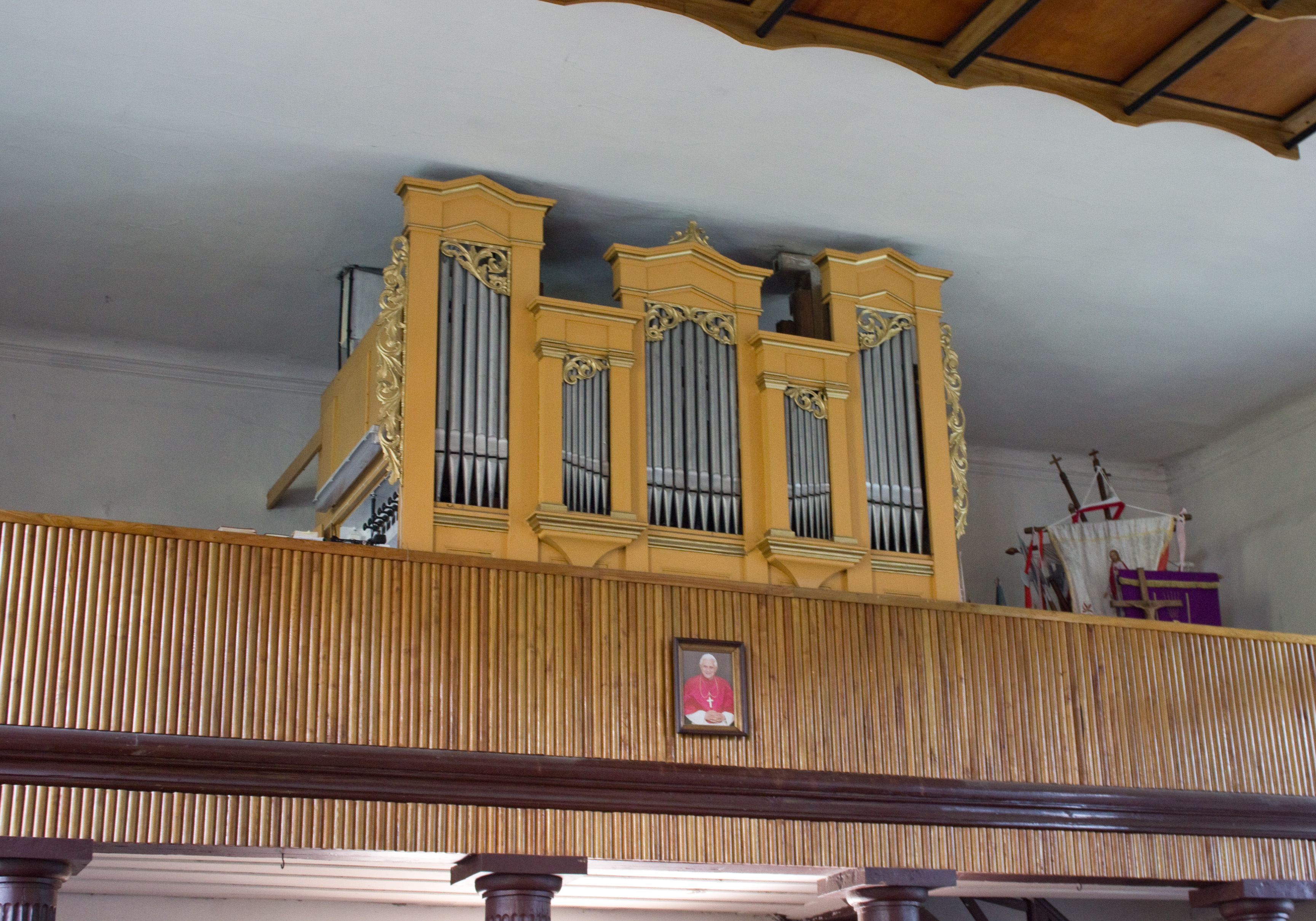
Orgel auf der Westempore

Der Innenraum mit klassizistischen Stilanklängen ist schlicht gestaltet. Das Altarbild „Jesus in Gethsemane“ hat bis heute überlebt. Die einst an der Nordwand neben der Sakristei aufgestellte Kanzel ist beseitigt. Das Kruzifix aus dem 18. Jahrhundert ist jetzt über dem Altarraum angebracht, und die Messingschale aus der zweiten Hälfte des 17. Jahrhunderts dient noch heute der Taufe.
Auf der Westempore befindet sich das Gehäuse der Orgel von 1866. Das Instrument wurde mehrfach restauriert.
Die beiden Weltkriege im 20. Jahrhundert hat die Kirche nahezu unbeschadet überstanden. Im Jahre 1946 wurde das Gotteshaus der Römisch-katholischen Kirche in Polen übereignet. Sie weihte es als Kirche Zur Göttlichen Vorsehung. Mehrfache Renovierungsarbeiten waren notwendig. Heute ist das Gebäude in ansehnlichem Zustand.

## Pfarrer
Unter den evangelischen Pfarrern waren Leopold Gregorovius (1809–1852) und Heinrich Borutto (1810–1883), Angehörige des Corps Masovia.

## Kirchengemeinde
In Groß Stürlack gab es vor 1945 keine katholische Kirche. Das Dorf war nach Rastenburg (polnisch Kętzryn) in die dortige Pfarrkirche St. Katharina eingegliedert, die zum Dekanat Masuren II (Sitz in Johannisburg, polnisch Pisz) im Bistum Ermland gehörte.
Aufgrund von Flucht und Vertreibung der einheimischen, meist evangelischen, Bevölkerung kam es zur Ansiedlung neuer Bürger aus Polen, fast ausnahmslos katholischer Konfession. Ihnen wurde das evangelische Gotteshaus als Kirche zugeteilt.
Damit endete eine mehr als 350 Jahre währende Zeit als evangelisches Kirchengebäude. Die wenigen evangelischen Kirchenglieder richteten sich ein Wohnhaus in Sterławki Wielkie als Kapelle her.
Im Jahre 1950 wurde die Kirche zur Pfarrkirche erhoben. Die Pfarrei ist jetzt Teil des Dekanats św. Szczepana Męczennika Giżycko im Bistum Ełk (Lyck) der Römisch-katholischen Kirche in Polen.